# Erich Bärenfänger
Erich Bärenfänger (12 de enero de 1915-2 de mayo de 1945) fue un general alemán durante la II Guerra Mundial. Recibió la Cruz de Caballero de la Cruz de Hierro con Hojas de Roble y Espadas de la Alemania Nazi. En los días finales de la guerra, Bärenfänger fue comandante de varios sectores de defensa durante la Batalla de Berlín; se suicidó el 2 de mayo de 1945.

## Berlín, 1945
Hacia el fin de la II Guerra Mundial, Bärenfänger tomó parte en la Batalla de Berlín. El 24 de abril, bajo el mando directo de Hitler, Bärenfänger recibió el mando del sector A de defensa y un día después también recibió el mando del sector B. Bärenfänger montó por lo menos dos ataques blindados sin éxito hacia el norte de la Schönhauser Allee. El segundo fue el 1 de mayo.
Miembros del "grupo de ruptura" del SS-Brigadeführer Wilhelm Mohnke vieron un gran espectáculo gracias a Bärenfänger. El 1 de mayo, el grupo abandonó el sector central gubernamental, rodeado, que incluía el Führerbunker. Mientras escapaban, ante ellos vieron nuevos tanques Tiger II y "piezas de artillería" dispuestas alrededor de la torre Flak como si estuvieran en "un desfile". Bärenfänger estaba supuestamente en la torreta de uno de los Tigers allí dispuestos. El 2 de mayo, Bärenfänger, un devoto nazi, se suicidó con su joven esposa y el hermano de ésta en una calle lateral de Berlín.

## Condecoraciones
- Cruz de Hierro (1939) 2.ª Clase (12 de junio de 1940) & 1.ª Clase (21 de junio de 1940)[4]
- Insignia de Asalto de Infantería en Plata (23 de julio de 1941)[4]
- Cruz de Caballero de la Orden de la Corona de Rumania con Espadas 5.ª Clase (13 de agosto de 1941)[4]
- Broche de la Lista de Honor (14 de agosto de 1942)[4]
- Cruz Alemana en Oro el 26 de diciembre de 1941 como Leutnant de la Reserva en el 7./Infanterie-Regiment 123[5]
- Cruz de Caballero de la Cruz de Hierro con Hojas de Roble y Espadas
  - Cruz de Caballero el 27 de agosto de 1942 como Oberleutnant y líder del III./Infanterie-Regiment 123[6]
  - 243.ª Hojas de Roble el 17 de mayo de 1943 como Hauptmann y comandante del III./Grenadier-Regiment 123[6]
  - 45.ª Espadas el 23 de enero de 1944 como Mayor y comandante del III./Grenadier-Regiment 123[6]
- Orden de la Valentía búlgara (7 de febrero de 1942)[4]
- Medalla de la infantería real búlgara en plata (7 de febrero de 1942)[4]